# Director artístic
El terme director artístic designa la persona responsable d'un conjunt de funcions similars en un estudi d'art, publicitat, editorial, cinema i televisió, a Internet i videojocs que configuren la posada en escena.
En cinema és la persona que treballa i que està a càrrec d'un grup de dissenyadors: les localitzacions, els decorats i escenaris, el vestuari, el maquillatge, la perruqueria. De fet, representa la realitat interna del guió, "l'espai on transcorre el temps del film", en una definició clàssica de la direcció artística. Aquests temes els ha de gestionar completament un director artístic, que ha estat conegut durant molt de temps com a escenògraf. A més es preocupa de l'impacte que produeix, ja sigui ambiental o estructural.

## Direcció artística i les belles arts
La posada en escena d'una acció va més enllà dels moviments dels actors i afecta els elements visuals com són els decorats, la il·luminació i el vestuari. Amb motiu de la complexitat de la coordinació de tots aquest elements que cal un equip especialitzat representat liderat per la direcció artística.
L'escenografia i els decorats s'han de projectar en funció del guió tècnic (l'esglaó superior de treball sobre el guió literari); després, el director artístic, d'acord amb el director, s'haurà de documentar per tal de reproduir l'essència ambiental i ser el més respectuós possible a l'hora de crear els decorats. Més tard haurà de treballar amb l'il·luminador i els altres components del departament artístic. El seu marge d'acció vindrà delimitat per l'època i el realisme del context, així com pel pressupost. Si els espais a representar són de caràcter fantasiós, futurista o oníric gaudirà de més llibertat creativa sempre que el director no desitgi imposar el seu propi món imaginat.
Cada espai concret en el qual es desenvolupen les accions rep el nom de localització. Si són de nova creació, és normal que la direcció artística sigui un dels departaments que consumeixi les partides més importants del pressupost d'una pel·lícula. De l'habilitat i el talent de director i escenògraf depèn la salvació d'una pel·lícula de baix pressupost. A la fase de preproducció, el director, el director de fotografia, el director artístic i el productor seran els encarregats d'estudiar les localitzacions i espais físics on es desenvoluparà la narració. Es discutiran l'estil i forma dels decorats, adaptats a les necessitats del guió i per facilitar el rodatge, amb moviments de la càmera, diferents fonts de llum, natural o artificial.
Les localitzacions poden ser o naturals, exteriors i interiors als quals només s'altera amb petits retocs, o decorats; construïts en part o totalment tant en exteriors com en plató. Només necessiten ser construïdes les parts dels decorats que s'hagin de veure.
Per això el director ha de tenir les idees molt clares respecte al que necessita per, d'una banda, permetre al departament artístic administrar la seva partida i, per un altre, no trobar-se en la tessitura de renunciar a una cosa que considera imprescindible per falta de previsió.
Els decorats poden completar-se de vegades amb trucs com els vidres pintats amb fons i que se sumen al decorat real en rodatge. A vegades, per exemple quan han de representar ciutats senceres o sofrir cataclismes, són reconstruïts com a maquetes, reproduccions a escala, que posteriorment integren efectes (per exemple Moulin Rouge, 2000).
El director artístic dissenya i supervisa els decorats que són construïts per un cap de decoració ajudat per una sèrie d'ajudants, fusters i pintors. D'ell depèn la persona encarregada de l'attrezzo que busca els objectes que apareixen al decorat com cadires, quadres, telèfons, espases, cigarrets, aliments, etc.
Els responsables de vestuari, maquillatge i perruqueria són els encarregats de decorar l'actor. Òbviament, el seu treball ha d'integrar-se de forma harmoniosa als decorats i supeditar-se a la il·luminació i a la línia dramàtica de la pel·lícula. Igual que el decorador, el figurinista s'haurà de documentar per dissenyar o aconseguir els vestits. A vegades acordarà amb attrezzo qui s'encarrega dels elements no tèxtils necessaris per al personatge com anells o benes per a ferides. Aquest departament, majorment copat per dones, a diferència dels de càmera i so en els quals la majoria dels seus components són homes, es compon d'una cap de vestuari, que de vegades també és la figurinista, una sastressa i una o diverses ajudantes. Finalment, el maquillatge i la perruqueria, encara que constitueixen departaments diferents, van amb freqüència associats als anteriors. La seva tasca consisteix a caracteritzar l'actor, disfressar els seus defectes i donar-li el to de pell real el color del qual es veurà alterat per les brillantors i la descoloració de la il·luminació.
La il·luminació, responsabilitat del director de fotografia afectarà els intèrprets, adaptats amb el maquillatge, l'acció i els decorats, afectant la qualitat de les imatges i a bona part de l'efecte dramàtic de la pel·lícula. Per tant, el director artístic és el responsable de l'espai on es filma i la forma en què es capta la imatge és la tasca del director de fotografia. La relació entre ambdós és molt important per obtenir un òptim resultat visual de l'obra fílmica.